# Велика Гропа
Велика Гропа — гірська річка в Україні у Хустському районі Закарпатської області. Ліва притока річки Озерянки (басейн Дунаю).

## Опис
Довжина річки приблизно 2,67 км, найкоротша відстань між витоком і гирлом — 2,22  км, коефіцієнт звивистості річки — 1,12 . Формується декількома струмками.

## Розташування
Бере початок на північно-західних схилах гори Негровець (1707,3 м). Спочатку тече на північний захід, далі тече на північний схід і впадає у річку Озерянку, ліву притоку річки Тереблі.

## Цікаві факти
- Річка повністю тече в межах Національного природного парку «Синевир»[2].